# USA ved sommer-OL 2020
USA deltager under Sommer-OL 2020 i Tokyo som blev afviklet i perioden 23. juli til 8. august 2021.

## Medaljer
| 2020 Tokyo | Guld | Sølv | Bronze | Total |
| USA        | 39   | 41   | 33     | 113   |

### Medaljevinderne
| USA under sommer-OL 2020 i Tokyo | USA under sommer-OL 2020 i Tokyo                                                                      | USA under sommer-OL 2020 i Tokyo | USA under sommer-OL 2020 i Tokyo   | USA under sommer-OL 2020 i Tokyo |
| Medalje                          | Navn                                                                                                  | Sport                            | Event                              | Dato                             |
| -------------------------------- | --- | -------------------------------- | ---------------------------------- | -------------------------------- |
| Guld                             | Lee Kiefer                                                                                            | Fægtning                         | Damernes fleuret                   | 25. juli                         |
| Guld                             | Chase Kalisz                                                                                          | Svømning                         | Mændenes 400 m individuel medley   | 25. juli                         |
| Guld                             | Will Shaner                                                                                           | Skydning                         | Mændenes 10 meter luftriffel       | 25. juli                         |
| Guld                             | Anastasija Zolotic                                                                                    | Taekwondo                        | Kvinderne – 57 kg                  | 25. juli                         |
| Sølv                             | Jay Litherland                                                                                        | Svømning                         | Mændenes 400 m individuel medley   | 25. juli                         |
| Sølv                             | Emma Weyant                                                                                           | Svømning                         | Kvindernes 400 m individuel medley | 25. juli                         |
| Bronze                           | Jagger Eaton                                                                                          | Skateboarding                    | Mændenes street                    | 25. juli                         |
| Bronze                           | Kieran Smith                                                                                          | Svømning                         | Mændenes 400 m fri                 | 25. juli                         |
| Bronze                           | Hali Flickinger                                                                                       | Svømning                         | Kvindernes 400 m individuel medley | 25. juli                         |
| Bronze                           | Erika Brown Catie DeLoof* Natalie Hinds Simone Manuel Allison Schmitt* Olivia Smoliga* Abbey Weitzeil | Svømning                         | Kvindernes 4 × 100 m fri relay     | 25. juli                         |